# Rupert Dollinger
Rupert Dollinger (* 5. Februar 1947 in Wien) ist ein österreichischer Jurist.

## Ausbildung
Dollinger maturierte 1965 und studierte dann bis 1970 Jus an der Universität Wien. 1970/71 absolvierte er ein postgraduales Studium in Economics am College d’Europe in Brügge und promovierte mit „Winston Churchill“.

## Berufslaufbahn
1972 begann er in die Bundeswirtschaftskammer (jetzt Wirtschaftskammer Österreich), zunächst im Fachverband der Textilindustrie und von 1977 bis 1992 in der Sozialpolitischen Abteilung. In dieser Funktion wirkte er maßgeblich an der Schaffung des Pensionskassengesetzes und des Betriebspensionsgesetzes mit, gemeinsam mit Josef Taus (ÖVP) und Heinz Vogler, Bernhard Schwarz und Otto Farny (SPÖ/AK). 
Von 1974 bis 1987 war er Bundesgeschäftsführer der Jungen Wirtschaft, von 1984 bis 1992 1. Obmann-Stellvertreter in der Pensionsversicherungsanstalt der Angestellten.
Ab April 1992 war Dollinger zunächst Personalchef der Ersten Österreichischen Spar-Casse (später Erste Bank), anschließend ab 1999 bis 2010 Konzern-Personalchef der Erste Group Bank AG. In dieser Funktion wirkte Dollinger an der Integration des Personalwesens der von der Erste Group akquirierten Banken in Tschechien, der Slowakei, Ungarn, Serbien, Rumänien und der Ukraine mit. Die Bank hatte 2010 52.000 Mitarbeiter. 
Dollinger war maßgeblicher Betreiber der Modernisierung des Dienstrechts der Sparkassen und damit indirekt auch der österreichischen Banken. Von 1993 bis 2009 war er Verhandlungsleiter der österreichischen Kreditwirtschaft auf Arbeitgeberseite bei den Kollektivvertragsverhandlungen.
Von 1992 bis 2010 war Dollinger Aufsichtsratsvorsitzender bzw. -stellvertreter der BVP (Vorgängerin der VBV Pensionskasse), zuletzt deren Aufsichtsratsvorsitzender. Von Januar 2011 bis Juni 2012 war er Vorstandsmitglied der Die ERSTE Privatstiftung.

## Auszeichnungen
- Goldenes Ehrenzeichen für Verdienste um die Republik Österreich
- Ehrenzeichen und Ehrenring der Wirtschaftsuniversität Wien

| Personendaten    | Personendaten                                    |
| ---------------- | ------------------------------------------------ |
| NAME             | Dollinger, Rupert                                |
| KURZBESCHREIBUNG | österreichischer Jurist und Manager im Bankwesen |
| GEBURTSDATUM     | 5. Februar 1947                                  |
| GEBURTSORT       | Wien                                             |